# Melvin van Zijl
Melvin van Zijl, né le 10 décembre 1991, est un coureur cycliste néerlandais. Il participe à des compétitions sur route et sur piste.

## Palmarès sur piste

### Championnats des Pays-Bas
- 2013
  - 2e de l'américaine
- 2014
  - 2e de la course aux points
  - 3e de l'américaine
- 2016
  -  Champion des Pays-Bas du scratch
  -  Champion des Pays-Bas de l'américaine (avec Nick Stöpler)
  - 2e de l'omnium
  - 3e de la course aux points
- 2018
  - 3e de l'omnium
  - 3e de la course aux points